# Patrick V. McNamara
Patrick V. McNamara (Weymouth, 1894. október 4. – Bethesda, 1966. április 30.) az Amerikai Egyesült Államok szenátora (Michigan, 1955–1966).